# Microvelia pulchella
Microvelia pulchella är en insektsart som beskrevs av John Obadiah Westwood 1834. Microvelia pulchella ingår i släktet Microvelia och familjen vattenlöpare. Inga underarter finns listade i Catalogue of Life.